# 大利斯 (科羅斯堅區)
50°57′54″N 29°1′6″E / 50.96500°N 29.01833°E
大利斯（烏克蘭語：Великий Ліс），是烏克蘭的村落，位於該國北部日托米爾州，由科羅斯堅區負責管轄，始建於1928年，面積1.14平方公里，海拔高度182米，2010年該村落人口105。